# Parornix geminatella
The Unspotted Tentiform Leafminer Moth (Parornix geminatella) là một loài bướm đêm thuộc họ Gracillariidae. Nó được tìm thấy ở Québec và Hoa Kỳ (bao gồm Florida, Georgia, Maine, Maryland, New York, Vermont, Texas, Colorado, Missouri, Kentucky và Connecticut).
Ấu trùng ăn Crataegus species, Cydonia species (bao gồm Cydonia oblonga), Malus species (bao gồm Malus pumila và Malus sylvestris), Prunus species (bao gồm Prunus avium, Prunus cerasus và Prunus serotina) và Pyrus species (bao gồm Pyrus communis). Chúng ăn lá nơi chúng làm tổ.